# 狸小路停留場
狸小路停留場（日语：／ Tanukikōji teiryūjō */?）是位在日本北海道札幌市中央區的札幌市交通局（札幌市電車）都心線的鐵路車站。

## 歷史
- 2015年（平成27年）12月20日 - 開業。

## 車站構造
車站屬於2面2線的側式月台。

## 車站周邊
- 狸小路商店街

## 相鄰停留場
札幌市交通局（札幌市電）
都心線
薄野（SC23）－狸小路（SC24）－西4丁目（SC01）

## 關連項目
- 札幌市電車

## 外部連結
- 札幌市交通局（日文） （页面存档备份，存于）